# 默兹河畔萨塞
默兹河畔萨塞（法語：Sassey-sur-Meuse，法語發音：[sasɛ syʁ møz]）是法国默兹省的一个市镇，位于该省北部，默兹河左岸，属于凡尔登区。

## 地理
默兹河畔萨塞（49°24'50"N, 5°11'20"E）面积4.33 平方千米，位于法国大東部大區默兹省，该省份为法国西北部内陆省份，北与比利时接壤，西接马恩省和阿登省，南至上马恩省和孚日省，东临默尔特-摩泽尔省。
与默兹河畔萨塞接壤的市镇（或旧市镇、城区）包括：杜尔孔、默兹河畔丹、布拉东河畔米利、蒙德旺萨塞、穆宰。
默兹河畔萨塞的时区为UTC+01:00、UTC+02:00（夏令时）。

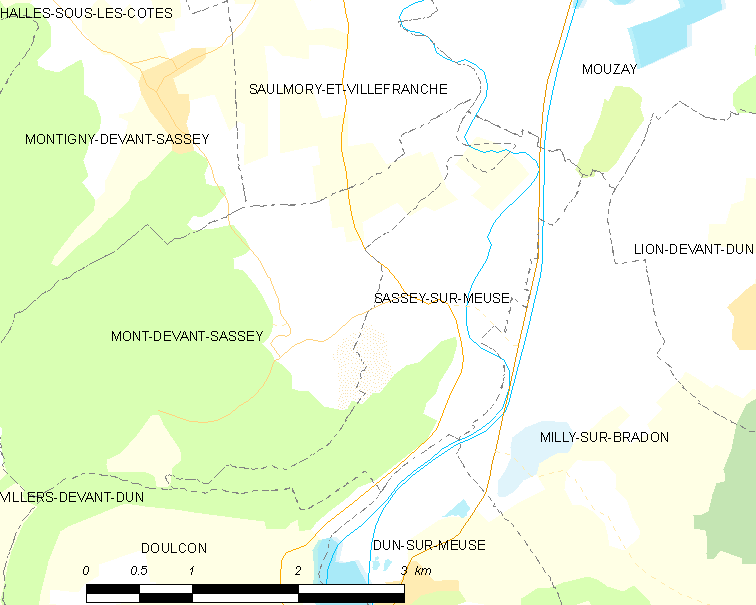
默兹河畔萨塞的OSM定位图

## 行政
默兹河畔萨塞的邮政编码为55110，INSEE市镇编码为55469。

## 政治
默兹河畔萨塞所属的省级选区为斯特奈县。

## 交通
默兹省省道D30线和D313线在默兹河畔萨塞交汇，省道D964线呈南北走向经过默兹河东侧。

## 人口

1962-2008年间默兹河畔萨塞人口变化图示

默兹河畔萨塞于2022年1月1日时的人口数量为89人。